# Milothris marmorea
Milothris marmorea – gatunek chrząszcza z rodziny kózkowatych i podrodziny zgrzypikowych. Jedyny przedstawiciel rodzaju Milothris.

## Zasięg występowania
Gatunek ten występuje w Indonezji, na Jawie oraz Sumatrze.